# Шалке
Шалке е квартал на Гелзенкирхен. В рамките на днешните си граници има площ от 2,968 квадратни километра и 19.515 жители (считано от: 31. Декември 2012 г.).
Благодарение на местния футболен клуб ФК „Шалке 04“ кварталът е поне толкова известен колкото и градът Гелзенкирхен, където той се намира. От много време обаче „Шалке 04“ играе домакинските си мачове на Фелтинс-Арена, която се намира в квартала Ерле.